# Stegosaurus
Stegosaurus je rod dinosaura koji su živjeli krajem jure. 2006. godine primjerak stegosaura je pronađen u Portugalu, što je značilo da su bili prisutni i u Europi. Ima prepoznatljivi rep i bodlje. Ime Stegosaurus znači "gušter-krov" (grčki στέγος-, stegos- "krov" i σαῦρος, -sauros "gušter"). Živjeli su prije oko 155 do 145 milijuna godina u području u kojem su dominirali ogromni sauropodi.

## Opis
Tijelo mu je bilo, prosječno, dugo oko 9 metara, a bio je visok oko 4 metra. Tijelo mu je bilo prekriveno ljuskama. Duž povijenih leđa imao je dva reda trouglastih ploča. Ove ploče vjerojatno su mu služile za održavanje temperature, ali one nisu, suprotno općem mišljenju, mogle služiti u borbi protiv grabežljivaca jer su se lako lomile. Budući i da su bile pune krvnih žila, mogle su mijenjati boju, pa su možda mogle eventualno prestrašiti grabežljivca. Na repu su imali bodlje kojima su neprijatelju mogli zadati bolan udarac.